# 222 Лучія
222 Лучія (222 Lucia) — астероїд головного поясу, відкритий 9 лютого 1882 року Йоганном Палізою у Відні.
Тіссеранів параметр щодо Юпітера — 3,196.